# Абселямов Мемет Абселямович
Мемет Абселямович Абселя́мов (11 лютого 1911, Сімферополь — 23 лютого 1988, Кайраккум) — кримськотатарський радянський живописець; член Спілки художників СРСР з 1958 року та Спілки художників Таджицької РСР з 1961 року.

## Біографія
Народився 29 січня [11 лютого] 1911 року в місті Сімферополі. Був професійним співаком, з 1930 року працював у Сімферополі у Радіокомітеті, був солістом Кримсько-татарського національного хору. Одночасно протягом 1928—1934 років навчався живопису у студії Миколи Самокиша, після закінчення якої, отримав направлення в інститут мистецтв до Ленінграду, але через відсутність коштів не зміг продовжити освіту. Надалі, працював у товаристві «Кримхудожник».
Як кримський татарин у 1944 році був депортований з Криму. Жив у Таджицькій РСР Працюав у художньо-виробничих майсернях Художнього фонду Таджицької РСР. Загинув у Кайраккумі 23 лютого 1988 року під час землетрусу.

## Творчість
Працював у галузі станкового живопису, створював пейзажі, натюрморти. Серед робіт:
- «Новий Ускут» (1936);
- «Сонячний день» (1947);
- «Ранок» (1955);
- «Осінь» (1956);
- «Прояснення» (1957);
- «Натюрморт» (1957);
- «Ніч у Криму» (1958);
- «Кримські кипариси» (1958);
- «Ранок Таджицького моря» (1959, другий варіант 1961);
- «Весна в Таджикистані» (1962);
- «Осінні квіти» (1962);
- «Світанок» (1963);
- «Червоні дахи» (1979);
- «Гурзуф. Де побував Олександр Пушкін» (1980);
- «Світанок» (1983);
- «Останній промінь» (1984);
- «Весна» (1985).

Брав участь у мистецьких виставках з 1934 року, всеоюзних — з 1936 року, у Таджицькій РСР — з 1947 року.